# Glitnir

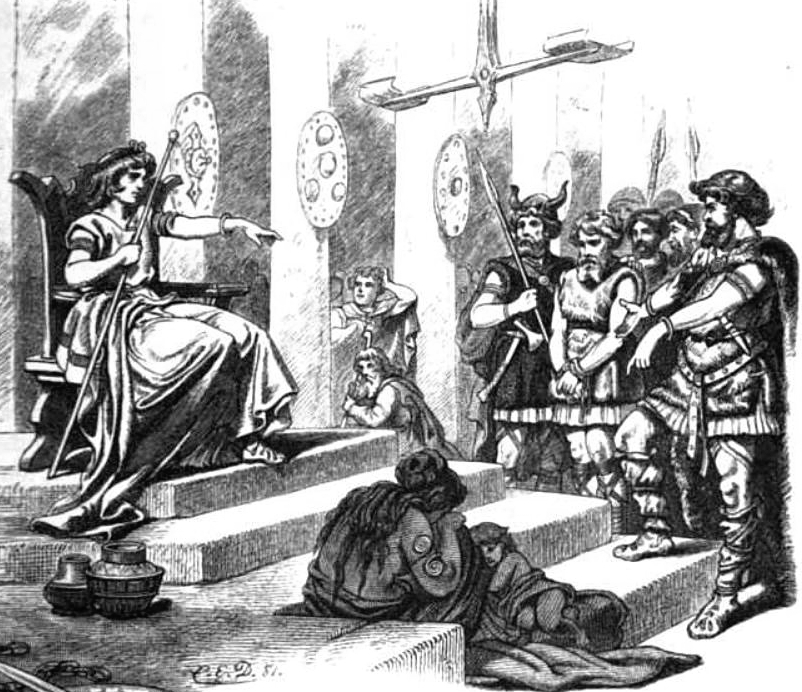
Forseti seduto sul trono nel Glitnir

Nella mitologia norrena, Glitnir (dal norreno "splendente") è la sala di Forseti, il dio della giustizia, e la sede del tribunale tra gli dei e gli uomini. È anche noto per essere stato un luogo di dimora per Balder, il padre di Forseti. Glitnir è il simbolo della giustizia, della discussione e viene raffigurato come mezzo di risoluzione dei conflitti all'interno della tradizione nordica. Ha colonne d'oro ed è coperto d'argento.
hann er gulli studdr
ok silfri þakðr it sama;
en þar Forseti
byggvir flestan dag
ok svæfir allar sakar.»
su colonne d'oro innalzate,
e coperto d'argento.
Forseti vi abita
tutto il tempo
e culla tutte le cause legali.»